# Cimișlia (arrondissement)
Cimișlia is een arrondissement van Moldavië. De zetel van het arrondissement is de stad Cimișlia. Het arrondissement ligt in het zuiden van Moldavië.
De 23 gemeenten, incl. deelgemeenten (localitățile), van Cimișlia:
- Albina, incl. Fetița en Mereni
- Batîr
- Cenac
- Cimișlia, met de titel orașul (stad), incl. Bogdanovca Nouă, Bogdanovca Veche en Dimitrovca
- Ciucur-Mingir
- Codreni, incl. Zloți, loc.st.cf
- Ecaterinovca, incl. Coștangalia
- Gradiște, incl. Iurievca
- Gura Galbenei
- Hîrtop, incl. Ialpug en Prisaca
- Ialpujeni, incl. Marienfeld
- Ivanovca Nouă
- Javgur, incl. Artimonovca en Maximeni
- Lipoveni, incl. Munteni en Schinoșica
- Mihailovca
- Porumbrei, incl. Sagaidacul Nou
- Sagaidac
- Satul Nou
- Selemet
- Suric
- Topala
- Troițcoe
- Valea Perjei.